# Пак Чхан Сон
Пак Чхан Сон (кор. 박창선, нар. 2 лютого 1954, Сувон) — південнокорейський футболіст, що грав на позиції нападника. По завершенні ігрової кар'єри — тренер.
Виступав, зокрема, за клуби «ПОСКО» та «Деу Ройялс», а також національну збірну Південної Кореї.
Дворазовий чемпіон Південної Кореї. Клубний чемпіон Азії.

## Клубна кар'єра
У дорослому футболі дебютував 1977 року виступами за команду клубу «ПОСКО», в якій провів п'ять сезонів. За цей період також проходив службу в армії, протягом якої в 1978–1980 роках грав за армійську команду «Санджу Санму».
1983 рік провів у клубі «Аллелуя», у складі якого виграв чемпіонат Південної Кореї. 
З 1984 року два сезони захищав кольори команди клубу «Деу Ройялс». Більшість часу, проведеного у складі «Деу Роялс», був основним гравцем атакувальної ланки команди. У її складі виборов ще титул чемпіона Кореї та виграв клубний чемпіонат Азії.
Завершив професійну ігрову кар'єру у клубі «Юкон Коккірі», за команду якого виступав протягом 1987 року.

## Виступи за збірну
1979 року дебютував в офіційних матчах у складі національної збірної Південної Кореї.
У складі збірної був учасником кубка Азії з футболу 1984 року в Сінгапурі, на якому відіграв чотири гри. За два роки був капітаном національної команди на чемпіонаті світу 1986 року в Мексиці, де повністю провів на полі всі три матчі групового етапу, який азійська збірна не подолала, та став автором єдиного голу своєї команди в першій грі, програній з рахунком 1:3 збірній Аргентини.
Загалом протягом кар'єри у національній команді, яка тривала 8 років, провів у формі головної команди країни 35 матчів, забивши 9 голів.

## Кар'єра тренера
1992 року розпочав тренерську кар'єру, очоливши команду вищої школа Донг-а, а згодом протягом 1993–2003 років працював з університетською командою Кюн Хі.
1998 року також працював з молодіжною збірною Південної Кореї.
| Дата       | Місто        | Господарі         | Результат             | Гості             | Турнір                     | Голи | Примітки |
| ---------- | ------------ | ----------------- | --------------------- | ----------------- | -------------------------- | ---- | -------- |
| 8-9-1979   | Сеул         | Південна Корея    | 8 – 0                 | Судан             | Кубок Президента 1979      | -    | 45'      |
| 14-9-1979  | Чхонджу      | Південна Корея    | 5 – 1                 | Бахрейн           | Кубок Президента 1979      | -    | 45'      |
| 16-9-1979  | Інчхон       | Південна Корея    | 9 – 0                 | Бангладеш         | Кубок Президента 1979      | 1    | 45'      |
| 4-10-1984  | Сеул         | Південна Корея    | 5 – 0                 | Камерун           | товариський матч           | 1    |          |
| 10-10-1984 | Колката      | Південна Корея    | 6 – 0                 | Північний Ємен    | Відбір до Кубка Азії 1984  | -    |          |
| 16-10-1984 | Колката      | Південна Корея    | 0 – 0                 | Малайзія          | Відбір до Кубка Азії 1984  | -    |          |
| 19-10-1984 | Колката      | Індія             | 0 – 1                 | Південна Корея    | Відбір до Кубка Азії 1984  | 1    |          |
| 2-12-1984  | Сінгапур     | Саудівська Аравія | 1 – 1                 | Південна Корея    | Кубок Азії 1984 - 1-й етап | -    |          |
| 5-12-1984  | Сінгапур     | Південна Корея    | 0 – 0                 | Кувейт            | Кубок Азії 1984 - 1-й етап | -    | 45'      |
| 7-12-1984  | Сінгапур     | Сирія             | 1 – 0                 | Південна Корея    | Кубок Азії 1984 - 1-й етап | -    |          |
| 10-12-1984 | Сінгапур     | Катар             | 0 – 1                 | Південна Корея    | Кубок Азії 1984 - 1-й етап | -    |          |
| 6-4-1985   | Сеул         | Південна Корея    | 4 – 0                 | Непал             | Відбір до ЧС 1986          | -    |          |
| 19-5-1985  | Сеул         | Південна Корея    | 2 – 0                 | Малайзія          | Відбір до ЧС 1986          | 1    |          |
| 6-6-1985   | Теджон       | Південна Корея    | 3 – 2                 | Таїланд           | Кубок Президента 1985      | 1    |          |
| 8-6-1985   | Кванджу      | Південна Корея    | 3 – 0                 | Бахрейн           | Кубок Президента 1985      | -    |          |
| 15-6-1985  | Сеул         | Південна Корея    | 2 – 0                 | Ірак              | Кубок Президента 1985      | -    |          |
| 21-7-1985  | Сеул         | Південна Корея    | 2 – 0                 | Індонезія         | Відбір до ЧС 1986          | -    |          |
| 30-7-1985  | Джакарта     | Індонезія         | 1 – 4                 | Південна Корея    | Відбір до ЧС 1986          | -    |          |
| 26-10-1985 | Токіо        | Японія            | 1 – 2                 | Південна Корея    | Відбір до ЧС 1986          | -    |          |
| 3-11-1985  | Сеул         | Південна Корея    | 1 – 0                 | Японія            | Відбір до ЧС 1986          | -    |          |
| 3-12-1985  | Лос-Анджелес | Мексика           | 2 – 1                 | Південна Корея    | товариський матч           | -    | 46'      |
| 8-12-1985  | Ірапуато     | Угорщина          | 1 – 0                 | Південна Корея    | Турнір Мексики             | -    |          |
| 11-12-1985 | Гвадалахара  | Мексика           | 2 – 1                 | Південна Корея    | Турнір Мексики             | -    | 79'      |
| 13-12-1985 | Мехіко       | Південна Корея    | 2 – 0                 | Алжир             | Турнір Мексики             | -    | 46'      |
| 9-2-1986   | Гонконг      | Гонконг           | 0 – 2                 | Південна Корея    | Турнір Гонконгу            | -    |          |
| 16-2-1986  | Гонконг      | Південна Корея    | 1 – 3                 | Парагвай          | Турнір Гонконгу            | -    |          |
| 2-6-1986   | Мехіко       | Аргентина         | 3 – 1                 | Південна Корея    | ЧС 1986 - 1-й етап         | 1    | 50'      |
| 5-6-1986   | Мехіко       | Південна Корея    | 1 – 1                 | Болгарія          | ЧС 1986 - 1-й етап         | -    |          |
| 10-6-1986  | Пуебла       | Південна Корея    | 2 – 3                 | Італія            | ЧС 1986 - 1-й етап         | -    |          |
| 20-9-1986  | Пусан        | Південна Корея    | 3 – 0                 | Індія             | Азійські ігри              | 1    |          |
| 24-9-1986  | Пусан        | Південна Корея    | 0 – 0                 | Бахрейн           | Азійські ігри              | -    |          |
| 28-9-1986  | Пусан        | КНР               | 2 – 4                 | Південна Корея    | Азійські ігри              | 1    |          |
| 1-10-1986  | Пусан        | Південна Корея    | 1 – 1 д.ч. (5-4 п.п.) | Іран              | Азійські ігри              | 1    |          |
| 3-10-1986  | Сеул         | Індонезія         | 0 – 4                 | Південна Корея    | Азійські ігри              | -    | 43'      |
| 5-10-1986  | Сеул         | Південна Корея    | 2 – 0                 | Саудівська Аравія | Азійські ігри              | -    |          |
| Усього     |              | Матчів            | 35                    |                   | Голів                      | 9    |          |

## Титули і досягнення
Гравець
- Чемпіон Південної Кореї (2):

«Аллелуя»: 1983
«Деу Ройялс»: 1984
- Клубний чемпіон Азії (1):

«Деу Ройялс»: 1986
- Переможець Азійських ігор: 1986

Тренер
- Переможець Юнацького (U-19) кубка Азії: 1998